# Garavice-Gedenkpark für die Opfer des Faschismus

Garavice-Gedenkpark für die Opfer des Faschismus (2018)

Der Garavice-Gedenkpark für die Opfer des Faschismus ist ein Denkmal auf dem Berg Garavice bei Bihać. An diesem Ort und in der Umgebung wurden im Sommer 1941 vermutlich mehrere Tausend Serben und Juden durch kroatische Faschisten ermordet. Eine zuverlässige Angabe der Zahl der Opfer ist bisher nicht möglich.
Das Denkmal des Künstlers Bogdan Bodganović von 1981 besteht insgesamt aus 15 etwa vier bis fünf Meter hohen Stelen, von denen sich 13 auf dem Berg Garavice befinden und zwei in etwa einem Kilometer Entfernung (Lage: 44° 49′ 48,6″ N, 15° 50′ 6,8″ O), an einer Stelle, wo sich ein Massengrab befindet. Das Denkmal wird heute kaum mehr gepflegt und ist durch Vandalismus beschädigt worden. 

## Historischer Hintergrund
Ljubomir Kvaternik gab im Juni 1941 als neuer Bürgermeister von Bihać bekannt, dass er eine Homogenisierung der Stadt anstrebe; alle ethnischen Serben und Juden müssten die Stadt verlassen. Mitte Juli 1941 wurden auf seine Anordnung fast alle Serben und Juden aus Bihać und näherer Umgebung, die dort geblieben waren, verhaftet und in Ceravci, einem Vorort von Bihać, interniert. Erste Gruppen von Opfern wurden nachts ermordet, und später im Juli und August 1941 auch tagsüber. 
Ende 1942 wurde Bihać durch Partisanen befreit. Die anschließenden Ausgrabungen auf Garavice sowie den umliegenden Orten Karadjordjevo Selo und Ceravci machten das Ausmaß des Massakers sichtbar.

## Bau des Denkmals
Bereits 1949 wurde an der Stelle des Massakers eine kleine Steinstele mit einer Erinnerungstafel angebracht. Diese wurde in den letzten Jahren durch Vandalismus nahezu vollständig zerstört. Die Inschrift auf der Tafel lautet:

„Die Menschen des Landes und der Stadt Bihać errichteten dieses Denkmal als dauerhafte Erinnerung an die 12.000 unschuldigen Serben, die an dieser Stelle brutal ermordet wurden von niederträchtigen Ustascha zwischen Juni 1941 und Oktober 1941. Ruhm und ewige Erinnerung an diese unschuldigen Opfer. Garavice. 27. Juli 1949“

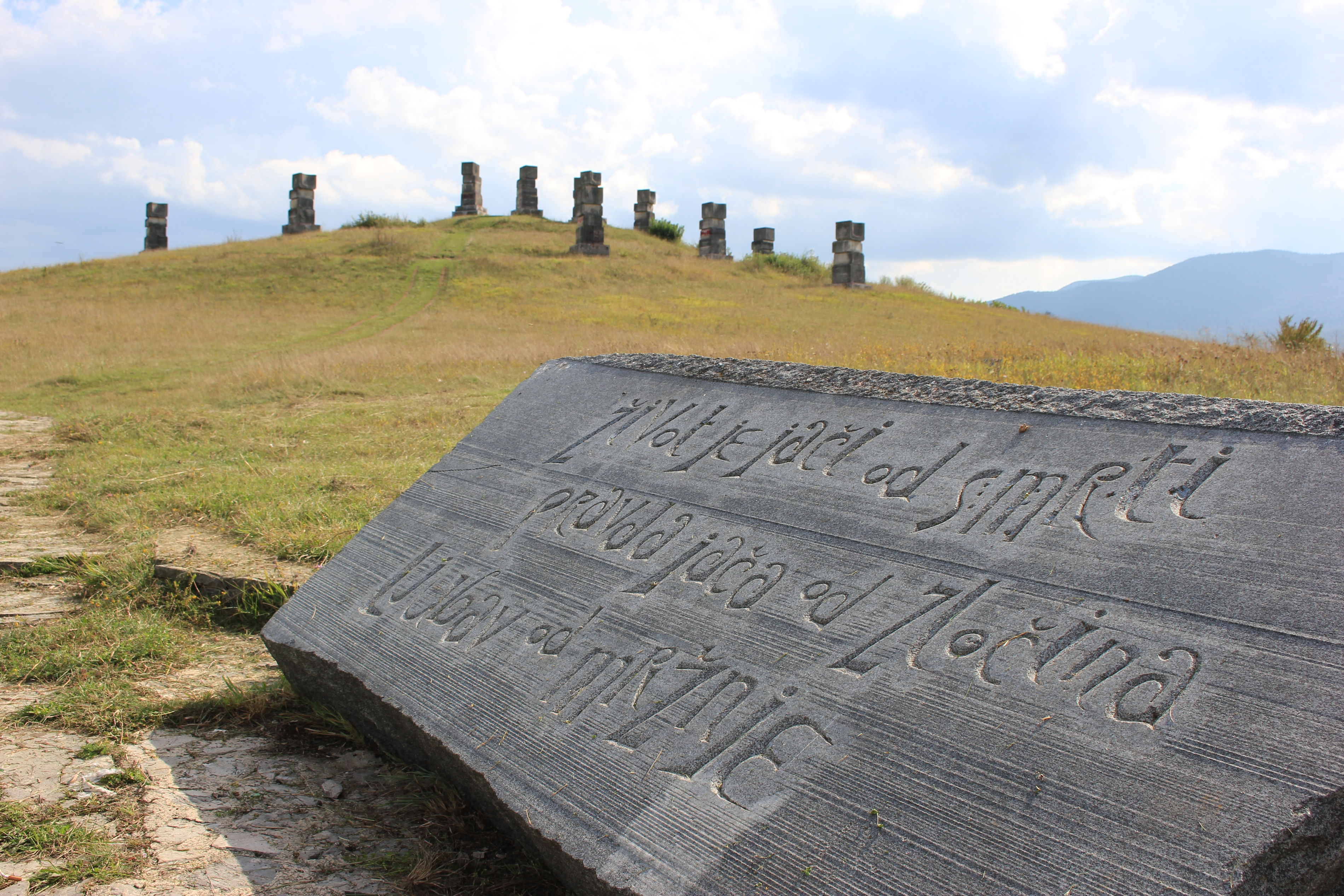
Im Vordergrund die Tafel mit der Inschrift

Ab 1969 plante die Gemeinde Bihać die Errichtung eines Denkmals zur Erinnerung an das Massaker. Letztlich dauerte es bis 1981, bis ein Denkmal durch den Künstler Bogdan Bogdanović geschaffen wurde. Das Denkmal wurde offiziell am 27. Juli 1981 eröffnet, dem 40. Jahrestag des Beginns des Widerstands der Lokalbevölkerung gegen die Achsenmächte. Bogdanovićs Denkmal verfügte vermutlich über drei Tafeln mit Inschriften, von denen eine nur die Inschrift „Gedenkpark für die Opfer des Faschismus“ trägt. Zwei weitere Platten enthalten mehr Text. Eine davon lautet (siehe Abbildung):

„Leben ist stärker als Tod, Gerechtigkeit ist stärker als Verbrechen, Liebe ist stärker als Hass.“

Eine zweite Tafel, die an einen Stein montiert wurde, ist mittlerweile verschollen. Ihr Text lautete vermutlich:

„Mit dem dauerhaften Gedenken an die zwölftausend unschuldigen und brutal ermordeten Serben durch die Ustascha-Kriminellen.“